# Donald Fiske
Donald Fiske (1916–2003) – amerykański psycholog. Wspólnie z Donaldem T. Campbellem opracował procedurę badania trafności teoretycznej zwaną analizą macierzy wielu cech - wielu metod, a także wprowadził do psychometrii pojęcie trafności różnicowej i trafności zbieżnej. 